# CoAP
Constrained Application Protocol (CoAP) je specializovaný internetový protokol pro zařízení s omezenými prostředky. Jedná se jakousi odlehčenou verzi protokolu HTTP. Protokol je definován ve standardu RFC 7252 a umožňuje svým "uzlům", jak jsou nazývána jeho zařízení, komunikovat v sítí internet. Protokol CoAP je navržen pro použití mezi zařízeními na stejné síti, například pro zařízení s nízkým příkonem či na potenciálně nestabilní síti, nebo zařízeními a sítí internet. Protokol CoAP bývá také využit někdy pro přenos jiných zpráv, jako např. přenos SMS zpráv v mobilní síti.
Protokol CoAP je protokol pro služby, které jsou navržené tak, aby fungovaly na zařízeních s omezenými zdroji, jako jsou například bezdrátové uzly na síti. Protokol je možné velmi standno přeložit do běžného protokolu HTTP pro jednoduchou integraci s webovými službami, ačkoliv má oproti protokolu HTTP další rozšiřující funkce jako je například podpora komunikace multicast, velmi malá režie a jednoduchost. Tyto funkce jsou velmi důležité pro aplikace Internetu věcí (IoT) či aplikace pro komunikaci strojů mezi sebou (M2M), která mají většinou velmi málo paměti a možnosti napájení bývají omezené (složité operace se tedy projeví na čerpání energie z baterie).
Protokol CoAP může podporovat každé zařízení, které podporuje UDP či podobný protokol.

## Bezpečnost
Protokol CoAP definuje čtyři bezpečnostní módy:
- NoSec - ochrana pomocí DTLS je vypnutá
- PreSharedKey - ochrana pomocí DTLS je zapnutá a zařízení obsahuje seznam předem definovaných klíčů, kdy ke každému klíči je informace s jakými uzly může komunikovat. Zařízení musí podporovat šifrování pomocí normy AES
- RawPublicKey - ochrana pomocí DTLS je zapnutá a zařízení používá asymetrické šifrování bez certifikátů, což je ověřováno jinou metodou. Zařízení musí podporovat šifrování pomocí norem AES a eliptických křivek pro vyjednání klíče
- Certificate - ochrana pomocí DTLS je zapnutá a zařízení používá k ověření certifikát X.509

## Bezpečnostní problémy
Přestože protokol zahrnuje metody ochrany přes DDoS útoky, nebývají tyto metody často implementovány při nasazení systému. Toto umožnilo především v Číně útoky na více než 580 tisíc zařízení pomocí přenosů až 320 Gbps.